# Вентилятор шахтний
Вентиля́тор ша́хтний (рос. вентрилятор шахтный, англ. mine fan; нім. Grubenlüfter) — машина, призначена для переміщення по мережі гірничих виробок повітря, газів і пилу.
В.ш. поділяються:
- за принципом дії — на відцентрові та осьові; за тиском, що розвивається, — низького, середнього та високого тиску;
- за швидкохідністю — на швидкохідні, середні і тихохідні;
- за видом енергії, що споживається, — на електричні, пневматичні і гідравлічні;
- за призначенням —
  - на вентилятори головного провітрювання, що забезпечують подачу повітря для всієї шахти;
  - допоміжні, що переносяться в міру посування гірничих робіт і забезпечують подачу повітря окремому крилу шахти або одному чи декільком дільницям або блокам;
  - часткового (відокремленого) провітрювання, що забезпечують повітрям глухі вибої під час здійснення гірничих виробок.